# 태국의 불교

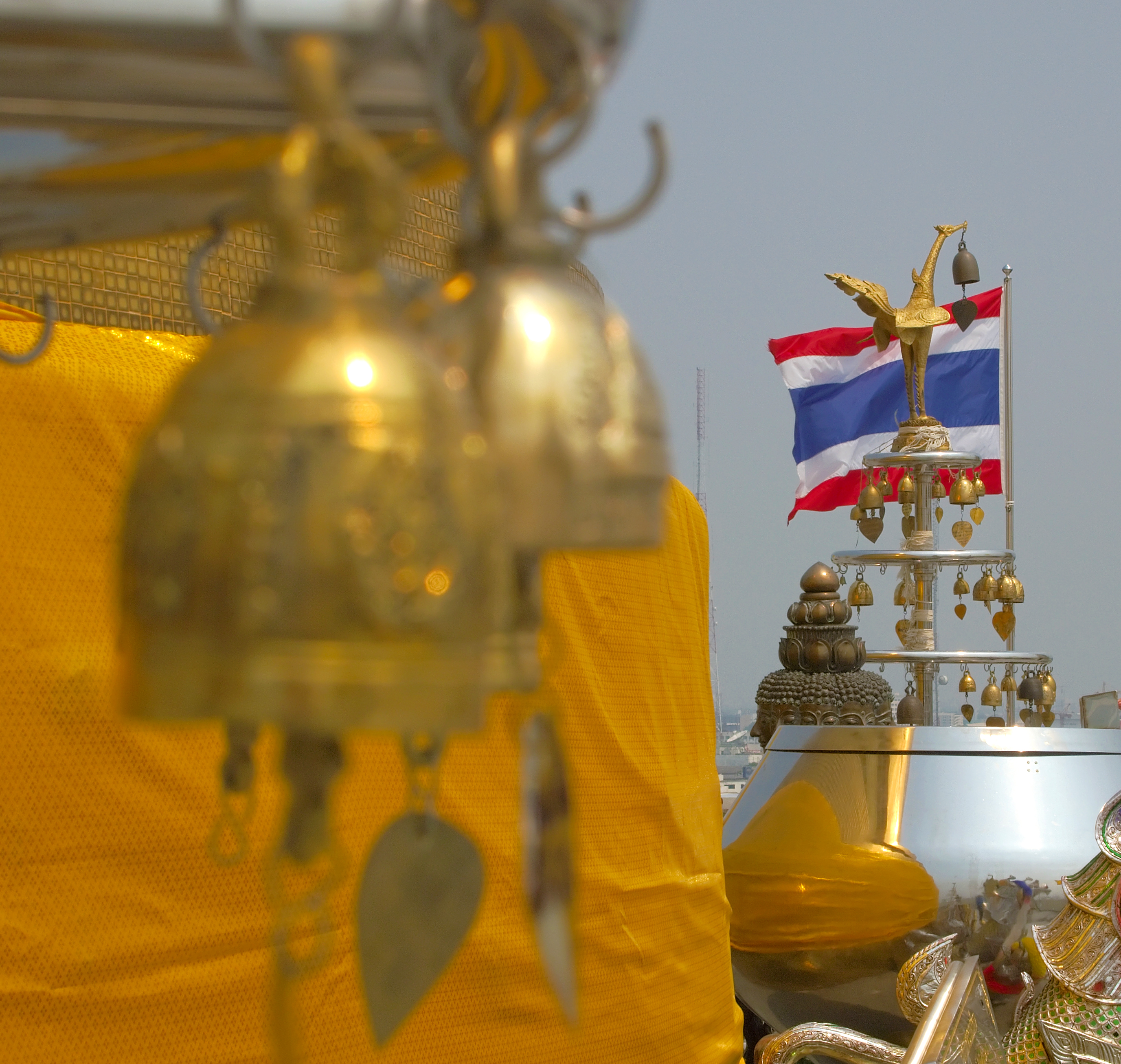

본문에서는 태국 불교의 역사를 설명한다.

## 설명

### 불교의 전래
태국에는 8세기경에 대승불교가 전해졌으나, 11세기 중반에 미얀마의 아나와라타 왕의 침공과 함께 상좌부 계통의 소승불교가 크게 일어나 대승불교를 쫓아냈다. 그 후 13세기 말에는 실론으로부터 상좌부 불교가 수입되어 계율 중심의 소승불교가 태국 불교의 주류를 이루게 되었다.

### 전통종교
국왕은 대대로 불교에 귀의하며 특히 차크리 왕조(1782년 창립)의 라마 1세와 라마 4세는 사원을 건립하고 경전을 편찬하며, 승풍(僧風)의 쇄신을 도모하고, 불교의 보호와 흥륭(興隆)에 힘썼다. 국민도 불교에 귀의하여 남자는 성인이 되기 전에 한 차례 승적에 들어가 사원에서 수도 생활을 체험할 것을 이상으로 삼고 있는 강력한 사회적 전통이 있으며, 또한 사람들은 이러한 수도승을 존경하고 자신의 재물로써 공양하는 것을 기쁨으로 여긴다. 현재 태국은 민주주의 국가이므로 종교의 자유가 보장되어 있고, 이슬람교, 기독교 등의 이웃종교들도 있지만 불교가 국교이며 국민의 95% 가량이 불교도이다. 태국 문화의 전반에 걸쳐 불교의 영향을 강하게 받고 있다.

## 같이 보기
- 부파불교
- 마하쭐랄롱꼰랏위타얄라이 대학교
- 마함꿋랏위타얄라이 대학교